# Hypercompe cotyora
Hypercompe cotyora là một loài bướm đêm thuộc phân họ Arctiinae, họ Erebidae.